# Hedera rhombea
Hedera rhombea (японський Плющ, або Songak) — є одним з видів роду плющ (Hedera), який є рідним для узбережжя Східної Азії та деяких островів східної Азії. Ця рослина з ботанічної родини аралієвих. Раніше названий Hedera pedunculata, деякі підвиди можуть бути в подальшому класифіковані як окремі види. Дуже часто зростають на схилах скель, як ґрунтопокривні та на стовбурах дерев, особливо в Лавровому лісі.
| Гібіскус | Це незавершена стаття про квіткові рослини. Ви можете допомогти проєкту, виправивши або дописавши її. |